# Alfeids
Els alfeids o alfèids (Alpheidae) són una família de crustacis decàpodes de l'infraordre Caridea.

## Característiques
Són petites gambetes de 3 a 5 cm de longitud que habiten usualment entre les pedres costaneres, en esquerdes o forats. La seva principal característica és que compten amb un quelíped (pota rematada amb una pinça) molt desenvolupat, que produeix una bombolla que allibera so com d'esclat, així com una ona de xoc i sonoluminiscència que mata o atordeix la seva presa, per la qual cosa en anglès es coneixen com a pistol shrimp (gambeta pistola).

## Taxonomia
La família la va classificar l'any 1815 Rafinesque, en la seva obra Analyse de la Nature ou Tableau de l'univers et des corps organisés, publicada a Palerm.

### Gèneres
En l'actualitat es coneixen més de 620 espècies de la família Alpheidae, distribuïdes en 45 gèneres, entre els quals destaquen Alpheus, amb 283 espècies, i Synalpheus, amb 146.
- Alpheopsis Coutière, 1896
- Alpheus Fabricius, 1798
- Amphibetaeus Coutière, 1896
- Arete Stimpson, 1860
- Aretopsis De Man, 1910
- Athanas Leach, 1814
- Athanopsis Coutière, 1897
- Automate De Man, 1888
- Bannereus Bruce, 1988
- Batella Holthuis, 1955
- Bermudacaris Anker & Iliffe, 2000
- Betaeopsis Yaldwyn, 1971
- Betaeus Dana, 1852
- Coronalpheus Wicksten, 1999
- Coutieralpheus Anker & Felder, 2005
- Deioneus Dworschak, Anker & Abed-Navandi, 2000
- Fenneralpheus Felder & Manning, 1986
- Harperalpheus Felder & Anker, 2007
- Jengalpheops Anker & Dworschak, 2007
- Leptalpheus Williams, 1965
- Leptathanas De Grave & Anker, 2008
- Leslibetaeus Anker, Poddoubtchenko & Wehrtmann, 2006
- Metabetaeus Borradaile, 1899
- Metalpheus Coutière, 1908
- Mohocaris Holthuis, 1973
- Nennalpheus Banner & Banner, 1981
- Notalpheus G. Méndez & Wicksten, 1982
- Orygmalpheus De Grave & Anker, 2000
- Parabetaeus Coutière, 1896
- Pomagnathus Chace, 1937
- Potamalpheops Powell, 1979
- Prionalpheus Banner & Banner, 1960
- Pseudalpheopsis Anker, 2007
- Pseudathanas Bruce, 1983
- Pterocaris Heller, 1862
- Racilius Paul'son, 1875
- Richalpheus Anker & Jeng, 2006
- Rugathanas Anker & Jeng, 2007
- Salmoneus Holthuis, 1955
- Stenalpheops Miya, 1997
- Synalpheus Bate, 1888
- Thuylamea Nguyên, 2001
- Vexillipar Chace, 1988
- Yagerocaris Kensley, 1988